# II. Tigranész örmény király

II. Tigranész (i. e. 140 k. – i. e. 55), akit a történetírás legtöbbször Nagy Tigranész (ógörögül: Τιγράνης Μέγας) néven említ, Armenia Magna (Armenia Maior) uralkodója az i. e. 1. század első felében. Hosszú uralkodása alatt a Szeleukida Birodalom és a Római Köztársaság gyengélkedése, valamint a szomszédos Pontosz királyának, VI. Mithridatész szövetségének köszönhetően Armenia nagyhatalommá vált, kiterjedése elérte a legnagyobb területet, amelyet valaha örmény királyok birtokoltak.
Neve örményül: Տիգրան Մեծ, ez a keleti örmény dialektusban [tiɡɾɑn mɛts], a nyugatiban [dikɾɑn mɛdz], azaz Tigran Mec kiejtésű (jelentése „Nagy Tigran”).

## Uralkodása
I. e. 96-ban IX. Arsak pártus király Nagy Armenia trónjára a Parthiában túszként tartott Tigranészt ültette. Nem tudjuk, hogy elődje fia vagy öccse volt-e, ezért Tigranész apjának személye bizonytalan.
A Pártus Birodalom kezdetben nagy déli és keleti örmény területekre terjesztette ki befolyását („tizenhét völgy”), Tigranész pedig ennek ellensúlyozására délnyugaton és nyugaton kezdett hódításokba. Első megszerzett területe Szóphéné volt. A nyugati határok és a további hódítások biztosítására már i. e. 94-ben szövetséget kötött VI. Mithridatész pontoszi királlyal. Ez a szövetség jól működő, gyümölcsöző együttműködés volt, egészen Mithridatész haláláig, Tigranész pedig Mithridatész veje lett.
Pontosz és Armenia felosztották érdekszféráikat és kölcsönösen segítették egymás törekvéseit. I. e. 93-ban Tigranész már Parthia ellen vonult, és a hadjárat eredményeképp i. e. 85-ben IX. Arsak lemondott a nagykirály címről Tigranész javára. Szintén 93-ban elűzte Kappadókiából a rómaiak által trónra ültetett Ariobarzanészt, mivel Mithridatész egyelőre nem akart nyílt háborút Rómával. Tigranész a római ellencsapás során vereséget szenvedett, ezután egyezett meg Mithridatésszal abban, hogy Kappadókia területe Pontoszé lesz, de minden lakosa és azok vagyona Armeniáé.
I. e. 88–85-ben visszaszerezte a pártusoktól a trónra ültetésének fejében Parthiának átengedett „tizenhét völgyet”.
I. e. 85-től a Földközi-tenger elérése lett a cél, és Kilikia, Kommagéné, Szíria is Armenia részévé vált. A királyi székhely ettől kezdve időnként Antiokheiában volt. Ez jelentette egyben a Szeleukida Birodalom széthullásának utolsó fázisát.
A Római Köztársaság azonban a harmadik mithridatészi háborúban (i. e. 73–71) legyőzte Pontoszt, így Tigranész magára maradt Rómával szemben. Rövid időre maga Mithridatész is Tigranésznél keresett menedéket. Róma nemcsak Pontoszt foglalta el a következő két évben, de sorban elhódította Armenia déli szerzeményeit. Sőt a rómaiak szövetséget kötöttek Armenia ellen Makharész boszporoszi királlyal is, aki Mithridatész fia volt. Boszporosz elpártolása és Pontosz kimerülése miatt Tigranész i. e. 68-ban már hiába támogatta vissza a pontoszi trónra Mithridatészt, i. e. 66-tól a Pompeius által vezetett római hadjárat véget vetett uralmának.
Lucullus i. e. 68-ban a főváros, Artasat ellen vonult, és tervei között szerepelt Armenia teljes meghódítása. Ezt az elképzelést úgy próbálta meg végrehajtani, hogy a Tigranész által elfoglalt tartományok helyi uralkodóházait restaurálta, ezzel maga mellé állítva azokat. A központi részt azonban nem sikerült legyőzni. A katonai kudarcok az idősödő uralkodó belső megítélését is rontották, több felkelés tört ki ellene és összeesküvések szövődtek. Ráadásul a pártusok is XIII. Arsak uralkodása alatt megerősödtek, így Armeniának már két ellenséggel kellett egyedül szembe nézni. I. e. 66-ban az ifjabb Tigranész Parthiába szökött.
II. Tigranész az Artasatot ostromló pártusokat és az ifjabb Tigranész seregeit még legyőzte, azonban fia Pompeiushoz menekült, és az ő segítségét kérte apja ellen. Az i. e. 66-ban megkötött artasati szerződéssel Armenia cliens-királysággá vált. Armenia Magna törzsterületein kívül megkapta Armenia Mikra keleti részét, ugyanakkor minden korábbi hódítmánya Rómáé lett. A „római nép barátja és szövetségese” cím vazallusi viszonyt takar, és 6000 talentum hadisarcot fizetett. Tigranész még tizenegy évig élt, és trónját fia, III. Artavazdész foglalta el.
Ifjabb Tigranész Szóphénét kapta jutalmul, azonban hamarosan elvették tőle, és Kappadókiához csatolták ezt a tartományt.

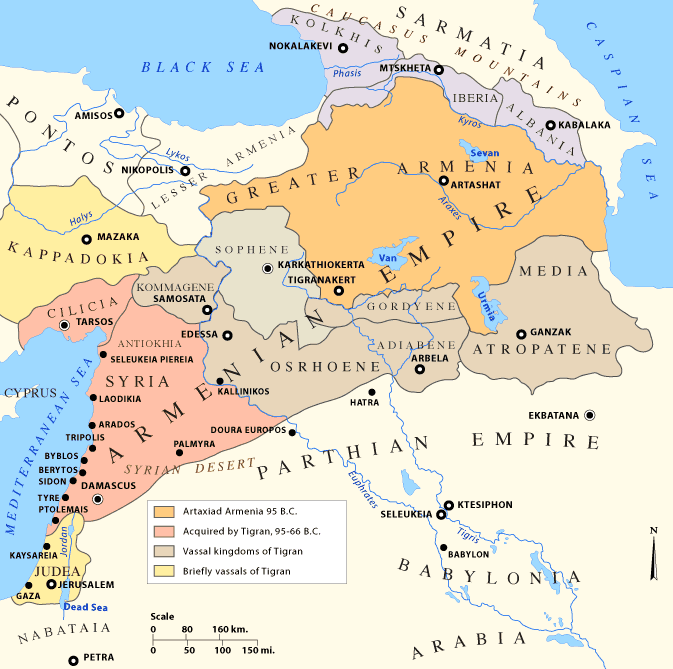